# Saikyō Onmyōji no Isekai Tenseiki
Saikyō Onmyōji no Isekai Tenseiki: Geboku no Yōkai-domo ni Kurabete Monsutā ga Yowasugirunda ga (最強陰陽師の異世界転生記 ～下僕の妖怪どもに比べてモンスターが弱すぎるんだが～ lit. La reencarnación del exorcista más fuerte en otro mundo: Los monstruos son demasiado débiles en comparación con mi Yōkai?), también conocida como The Reincarnation of the Strongest Exorcist in Another World en inglés, es una serie de novelas ligeras japonesas escritas por Kiichi Kosuzu e ilustradas por Shiso (primer volumen) y Kihiro Yuzuki (a partir del segundo volumen). Comenzó su serialización en línea el 26 de diciembre de 2018 en el sitio web de publicación de novelas generado por usuarios Shōsetsuka ni Narō. Más tarde fue adquirida por Futabasha, que ha publicado cinco volúmenes desde el 31 de julio de 2019 bajo su sello M Novels.
Una adaptación a manga con arte de Toshinori Okazaki se ha serializado en línea a través del sitio web Gaugau Monster de Futabasha desde mayo de 2020. Y hasta el momento se ha recopilado en cuatro volúmenes tankōbon. Una adaptación de la serie a anime producido por Studio Blanc se estrenó en enero de 2023.

## Sipnosis
Haruyoshi, que es el onmyōji (adivino) más fuerte de su mundo, es traicionado por sus amigos y, al borde de la muerte, desea ser feliz en su próxima vida. Luego intenta arrojarse un hechizo secreto de reencarnación, el cual resultó ser un éxito y él se reencarna, pero de alguna manera está en otro mundo. Había renacido en una distinguida familia de magos, pero se considera que no tiene ninguna habilidad mágica. Sin embargo, pronto se da cuenta de que la magia en este mundo no es nada en comparación con sus antiguas artes onmyō y declara que no necesita cualquier tipo de magia. Comienza así su vida fácil en otro mundo con sus artes onmyō y una multitud de criaturas yōkai que lo siguen.

## Personajes
Seika Lamprogue (セイカ・ランプローグ Seika Ranpurōgu?) / Haruyoshi Kugano (玖峨晴嘉 Kugano Haruyoshi?)
 Seiyū: Yumiri Hanamori, Yūichirō Umehara (Haruyoshi Kugano)
El protagonista principal. En su vida anterior, su nombre era Haruyoshi Kugano y era conocido como el Onmyoji más fuerte de todos los tiempos, pero después de ser sospechoso de rebelión por parte de la Corte Imperial, fue asesinado por una mujer que era su discípula. Posteriormente, reencarna como el tercer hijo adoptado por la aristocrática familia Lamprogue. Su familia (especialmente su segundo hermano) lo despreciaba porque nació sin mana pero en realidad tenía una gran cantidad de poder mágico dentro de su cuerpo. Tras derrotar a un monstruo que atacó la mansión, se inscribe en la Academia Mágica junto a su sirvienta Yifa. Al saber del peligro en que está Amu por ser la futura heroína, Seika y Amu abandonan la academia para convertirse en aventureros.  
Yifa (イーファ Īfa?)
 Seiyū: Azumi Waki
Una hermosa chica rubia que sirve como esclava de la familia Lamprogue. Nunca menospreció a Seika y se convirtió en su única amiga. Puede ver espíritus que la gente común no puede ver y, con la guía de Seika, se ha vuelto capaz de manipular espíritus. Por recomendación de Seika, se convierte en estudiante de la Academia Mágica Rodonia. A pesar de tener doce años, posee un enorme busto. Parece haber desarrollado sentimientos por Seika. Se entera por medio de Rize que es una descendiente de elfos.
Amu (アミュ Amyu?)
 Seiyū: Nene Hieda
Una estudiante de la Academia de Magia Imperial Rodnaire. Nacida en una familia de aventureros, es una plebeya, pero sobresale en la magia de 4 atributos de la tierra, el agua, el fuego y el viento. Debido a ello, tanto el Imperio como los demonios la consideran una peligrosa candidata a héroe por lo que quieren matarla para evitar una guerra. Amu se ve obligada a dejar la academia y se convierte en aventurera con Seika. 
Maybell Crane (メイベル・クレイン Meiberu Kurein?)
 Seiyū: Akari Kitō
Una chica con un ambiente oscuro y frío. Es una estudiante del tercer año de la escuela a la que asiste Seika. A pedido de la directora, Maybell participa en lugar de Amu, en el torneo general de las artes marciales en la Ciudad Imperial con Seika.
Yuki (ユキ?)
 Seiyū: Yui Ogura
Un zorro que sirvió a Haruyoshi Kugano y el primer youkai convocado por él cuando se reencarnó. Su lealtad a su maestro permanece sin cambios y se convierte en el leal sirviente de Seika. Desde que fue convocada en este mundo, se esconde en el cabello de Seika porque no quiere volver a su fase.
Fiona Urd Alegreif (フィオナ・ウルド・エールグライフ Fiona Urudo Ēruguraifu?)
 Seiyū: Kaede Hondo
Hija del emperador Urdwight. Es conocida como la "Princesa Sagrada" por ser hija del Emperador y su amante, la Sacerdotisa del Oráculo. Posee la habilidad de ver el futuro. Según Seika, Fiona se parece a su esposa de su vida pasada y parece que está tramando algo que involucra tanto a Amu como a Seika.
Kairu (カイル?)
 Seiyū: Yoshitsugu Matsuoka
Un participante del torneo general de las artes marciales en la Ciudad Imperial en el que también participan Seika y Maybel. Pertenecía junto a Maybel a la unidad de escolta de la firma Lugrok. Solía ser un niño común, pero la compañía lo remodeló y lo convirtió en un soldado sin emociones. En el torneo de artes marciales, mató a casi todos sus oponentes y se enfrentó a Seika en la final. Seika trató de salvarlo, pero no pudo hacerlo porque su cuerpo estaba marcado con una maldición letal. Antes de morir, recuperó la memoria y le confió a Seika a Mabel.
Cecilio Astilia (セシリオ・アスティリア Seshirio Asutiria?)
 Seiyū: Gakuto Kajiwara
El primer príncipe del Reino de Astilia. Un joven que trata a todos por igual sin importar raza o estatus social. Se enamora de Yifa al verla por primera vez y pretende incluirla en su harem de esposas. Le pidió ayuda a Seika para que investigara a un dragón que ha estado atacando su territorio. Aprovechando que Seika se encontraba investigando al dragón, Cecilio intenta forzar a Yifa anular su contrato de esclavo con Seika para liberarla y unirla a su harem. Sin embargo, Seika aparece de repente con el dragón y la rescata. Más tarde, Cecilio decide matar al dragón de todos modos, con la esperanza de que una decisión tan audaz aumente sus posibilidades de convertirse en rey. Harta de la idiotez de Cecilio, Seika lo regaña por su trato con Efa. Lize en realidad está de acuerdo y se disculpa con Seika y Efa. Cecilio se avergüenza y deja vivir al dragón.
Rize (リゼ?)
 Seiyū: Rina Satō
Una mujer de la raza de los elfos que es asistente de Cecilio. Ella le revela a Yifa que es una descendiente de elfos por su capacidad de manipular espíritus y la convence de aceptar la propuesta del príncipe de unirse a su harem (que es en realidad una universidad para mujeres, la cual las prepara para convertirse en Reina o funcionarias del gobierno) porque desconfía mucho de Seika, ya que por alguna razón los espíritus se mantienen alejados de él. Después de que Seika regañara a Cecilio por su idiotez, Lize se disculpa con Seika y Efa.
Blaze Lamprogue (ブレーズ・ランプローグ?)
 Seiyū: Shō Hayami
El actual jefe de la familia Lamprogue y tío de Seika, a quien lo adoptó como su hijo tras la desaparición de su hermano Gilbert. No quería que Seika fuera a la escuela de magia porque tenía poder pero no magia, pero sabía que tenía talento. Después del alboroto del monstruo, Seika le rogó para que él y Yifa pudieran tomar el examen de ingreso a la escuela de magia, a lo que Blaze aceptó.
Gilbert Lamprogue (ギルバート・ランプローグ?)
El hermano menor de Blaze y padre biológico de Seika. Según su hermano mayor, Gilbert era un extraño de espíritu libre que no parecía un aristócrata. Después de graduarse de la academia, se convirtió en un aventurero, pero desapareció en una misión en el territorio de los demonios.
Solmnem (ゾルムネム?)
 Seiyū: Takehito Koyasu
Líder de un poderoso grupo de demonios que pretende matar a Amu para evitar que se convierta en la futura heroína. Posee la habilidad de ver el nivel de poder de sus adversarios  Él y su grupo llegan a la Academia para cumplir con su misión, pero son interceptados por Seika. Solmnem finalmente es destruido por la magia de fuego de Seika.

## Contenido de la obra

### Novela ligera
Saikyō Onmyōji no Isekai Tenseiki es escrita por Kiichi Kosuzu. Comenzó a serializarse en línea en diciembre de 2018 en el sitio web de publicación de novelas generado por usuarios Shōsetsuka ni Narō. Más tarde fue adquirida por Futabasha, quien comenzó a publicar las novelas con ilustraciones de Shiso (primer volumen) y Kihiro Yuzuki (a partir del segundo volumen) desde el 31 de julio de 2019 bajo su sello M Novels. Hasta el momento han sido lanzados cinco volúmenes.
| Volúmenes de novelas ligeras publicadas | Volúmenes de novelas ligeras publicadas | Volúmenes de novelas ligeras publicadas |
| Número                                  | Fecha de publicación                    | ISBN                                    |
| --------------------------------------- | --------------------------------------- | --------------------------------------- |
| 1                                       | 31 de julio de 2019                     | ISBN 9784575241945                      |
| 2                                       | 29 de febrero de 2020                   | ISBN 9784575242553                      |
| 3                                       | 30 de junio de 2020                     | ISBN 9784575242942                      |
| 4                                       | 28 de diciembre de 2020                 | ISBN 9784575243611                      |
| 5                                       | 29 de octubre de 2021                   | ISBN 9784575244601                      |

### Manga
Una adaptación a manga con arte de Toshinori Okazaki se serializa en línea a través del sitio web Gaugau Monster de Futabasha desde mayo de 2020. Futabasha ha recopilado sus capítulos en volúmenes tankōbon individuales. El primer volumen se lanzó el 30 de julio de 2020, y hasta el momento se han publicado cinco volúmenes.
| Volúmenes de manga publicados | Volúmenes de manga publicados | Volúmenes de manga publicados |
| Número                        | Fecha de publicación          | ISBN                          |
| ----------------------------- | ----------------------------- | ----------------------------- |
| 1                             | 30 de julio de 2020           | ISBN 9784575411379            |
| 2                             | 30 de enero de 2021           | ISBN 9784575412017            |
| 3                             | 30 de julio de 2021           | ISBN 9784575412789            |
| 4                             | 28 de enero de 2022           | ISBN 9784575413588            |
| 5                             | 29 de julio de 2022           | ISBN 9784575414646            |

### Anime
El 29 de enero de 2022 se anunció una adaptación de la serie al anime. Más tarde se reveló que era una serie de televisión producida por Studio Blanc y dirigida por Ryōsuke Shibuya, con Nobuyoshi Nagayama como director en jefe, guiones escritos por Tōko Machida, diseños de personajes a cargo de Masayoshi Kikuchi y Sayaka Ueno, y música compuesta por Alisa Okehazama. La serie se estrenó el 7 de enero de 2023 en AT-X y otras redes. El tema de apertura es "Reconnection" de Angela, mientras que el tema de cierre es "Link" de Azumi Waki, Nene Hieda y Akari Kitō. Crunchyroll obtuvo la licencia de la serie fuera de Asia.